# Sextius tenuis
Sextius tenuis är en insektsart som beskrevs av Goding. Sextius tenuis ingår i släktet Sextius och familjen hornstritar. Inga underarter finns listade i Catalogue of Life.